# Lista de castelos do Azerbaijão
Esta página é uma lista de fortificações, entre castelos e fortalezas, em ruínas ou não, localizados no Azerbaijão. 

## Lista
| Nome                            | Imagem | Localização                                    | Dados            | Fundador                     | Arquiteto               | Observações |
| ------------------------------- | ------ | ---------------------------------------------- | ---------------- | ---------------------------- | ----------------------- | ----------- |
| Fortaleza de Askeran            |        | Askeran (Baku)                                 | 1751             | Panah Ali Khan               |                         |             |
| Fortaleza de Baku               |        | Baku                                           | Século XIII      |                              |                         |             |
| Castelo de Cinli                |        | Agchay, Qakh                                   |                  |                              |                         |             |
| Castelo de Chirag               |        | Situada 20–25 km da Cidade de Shabran, Shabran | Século IV a VI   |                              |                         |             |
| Fortaleza de Ganja              |        | Ganja                                          | Século XVI       |                              |                         |             |
| Fortaleza de Gelersen-Görersen  |        | Na margem do rio Kish, Shaki                   | Século VIII a IX |                              |                         |             |
| Castelo de Qaxach               |        | Mesheli, Khojali                               | Século IX        |                              |                         |             |
| Castelo Cuadrangular            |        | Mardakan (Baku)                                | Século XII       | Akhsitan I ibn Minuchihr III |                         |             |
| Torre da Virgem (ou Namerdqala) |        | Söyüdlü, Gadabay                               | Século IX ou XII |                              |                         |             |
| Fortaleza de Nardaran           |        | Nardaran (Baku)                                | 1301             |                              |                         |             |
| Castelo de Ramana               |        | Ramana (Baku)                                  | Século XIV       |                              |                         |             |
| Castelo Rodada                  |        | Mardakan (Baku)                                | 1232             |                              | Abdulmedzhid Ibn Maqsud |             |
| Fortaleza de Shaki              |        | Shaki                                          | Século XV        |                              |                         |             |
| Fortaleza de Qalacha            |        | Ilisu, Qakh                                    | Século XIX       |                              |                         |             |
| Fortaleza de Shusha             |        | Shusha                                         | 1751             | Panah Ali Khan               |                         |             |
| Castelo de Sumuq                |        | Ilisu, Qakh                                    | Século XVIII     |                              |                         |             |
| Fortaleza de Koroglu            |        | Gadabay                                        | Século XVI       | Koroglu                      |                         |             |
| Castelo de Shahbulag            |        | Agdam                                          | 1752             | Panah Ali Khan               |                         |             |